# Ricard Massana Cullell
Ricard Massana Cullell   (Barcelona, 31 de juliol de 1898 - Barcelona, 28 d'agost de 1988) fou un remer català que va competir durant la dècada de 1920.
Membre del Reial Club Marítim de Barcelona, el 1924 va prendre part en els Jocs Olímpics de París, on disputà dues proves del programa de rem, els quatre i vuit amb timoner. En ambdues quedà eliminat en sèries. Guanyà nou Campionats d'Espanya durant la dècada de 1920 en les embarcacions de quatre i de vuit amb timoner.